# 踊る大捜査線 THE GAME 潜水艦に潜入せよ!
『踊る大捜査線 THE GAME 潜水艦に潜入せよ!』（おどるだいそうさせん ザ ゲーム せんすいかんにせんにゅうせよ）は、 バンダイナムコゲームスのバンダイレーベル（後のバンダイナムコエンターテインメント）より2010年7月15日に発売されたニンテンドーDS用アドベンチャーゲーム。

## 概要
テレビドラマ『踊る大捜査線』をゲーム化したもので、パッケージおよびゲーム画面は本編のキャラクターに似せたイラストで描かれており、ボイスも無い。
ストーリーは劇場版第1作と第2作の間の時期に起こった事件を描いており、元々は『踊る大捜査線 THE MOVIE 2 レインボーブリッジを封鎖せよ!』のストーリー候補であった「潜水艦事件」のプロットを膨らませたもの。本庁と所轄の対立は簡略化されており、事件の捜査は湾岸署の刑事が行っている。
エピローグや「スリーアミーゴスの日常」では『THE MOVIE 2』『容疑者 室井慎次』『THE MOVIE 3』に繋がる部分も見られる。特典には、カエル急便特製タッチペンが付けられている。

### 潜水艦事件
潜水艦事件とは、『踊る大捜査線』で発生した架空の事件である。そもそもは『THE MOVIE 2』のために考え出されたプロットの一つであったが、さまざまな事情でボツになったものの、作中世界において『THE MOVIE』と『THE MOVIE 2』の間に発生した事件として『THE MOVIE 2』の中で青島と室井の会話で簡単に触れられるという形で残った。その後も映像化はされていない（ただし、『THE MOVIE 2』のエンドクレジットの中で潜水艦をバックに握手する青島と室井が一瞬映り、それが潜水艦事件のときのことだとしている）が、『容疑者 室井慎次』の中でこの事件に絡んで起こった裁判で青島の弁護をしたとされる津田弁護士が登場したため、『容疑者 室井慎次』のシナリオガイドブックなどの設定資料でこの事件の詳細が明らかにされた。
事件は2002年3月19日に湾岸署管内で発生した潜水艦「むつしお」の乗組員である海上自衛官の殺害事件に端を発する。湾岸署に捜査本部が置かれて青島たちが捜査に当たったが、自衛隊が非協力的であったために捜査は暗礁に乗り上げ、事件は未解決のままで捜査本部が解散してしまった。その後、室井のもとに潜水艦の機密データの漏洩疑惑を告発する内部文書が届いたために室井は捜査の再開を決意し、潜水艦の艦長の協力で青島がコンピュータ技師になりすまして潜水艦に乗り込んで室井による指揮下で捜査にあたった。青島の捜査を経て犯人が明らかになったとき、犯人は潜水艦を乗っ取ってテロを目論み、東京湾に突入しようとしたがそれも青島によって防がれ、事件は解決した。
『容疑者 室井慎次』のシナリオガイドブック収録の年表および同書収録の「潜水艦事件についての公式記録」ではこの事件の発生は2002年であるが、『THE MOVIE 2』のシナリオガイドブック収録の年表では、この事件を2001年のこととしている。同書の別のところで潜水艦事件は『THE MOVIE 2』（2003年）の2年前の事件であるとの記述もある（『THE MOVIE 2』劇中では、室井が青島に「2年振りだな」と言い、これに対して青島が「潜水艦の事件以来ですね」と答えるシーンがある）ので単なる誤植とは考えられないため、これ以後に何らかの設定変更があったと考えられる。

## モード
刑事課
本編をプレイする。各チャプタークリア後は、おまけシナリオ「スリーアミーゴスの日常」（それぞれのチャプターに応じたスリーアミーゴスのコント）を見ることが出来る。
本編は湾岸署の署員を捜査に派遣する「ミッション」が中心となっている。「ミッション」には取り調べ（相手の感情メーターを会話によってコントロールする）やハッキングといったものから、TVを修理するといったミニゲームで構成されている。
要所で登場する「ロジックモード」では室井慎次が捜査情報を整理、容疑者の絞り込みなどを行うことでストーリーが進行する。
資料室
シリーズのあらすじや登場人物を閲覧出来るデータベース。
通信室
作成した名刺をすれちがい通信で自動交換するモード。名刺の肩書（巡査など）やデザインはゲームの進行や名刺交換枚数により追加されていく。
応接室
本編クリア後、ミニゲーム「スタンプDEアミーゴ」がプレイできる。

## 登場人物
詳細は、踊る大捜査線シリーズの登場人物一覧を参照。（）内は映画内で該当のキャラクターを演じた人物。
- 青島俊作（織田裕二）
- 室井慎次（柳葉敏郎）
- 恩田すみれ（深津絵里）
- 真下正義（ユースケ・サンタマリア）
- 神田総一朗（北村総一朗）
- 秋山晴海（斉藤暁）
- 袴田健吾（小野武彦）
- 魚住二郎（佐戸井けん太）
- 中西修（小林すすむ）
- 和久平八郎（いかりや長介）
- 津田誠吾（柄本明）

### オリジナルキャラクター
劇中微かに映されるリストにのみ名前が登場。
- 三池健児
- 酒井直人
- 一ノ宮一陽
- 下津浦宏
- 柘植行人 - リストが「人」の文字の途中で切れているため、名前がここまでか不明。

## スタッフ
- 総合監修 - 亀山千広
- ストーリー原案 - 君塚良一
- シナリオ - 有限会社ぶんしょう屋[8]（石川雅之[注釈 1]）